# Glory by Honor XI
O Glory by Honor XI foi a décima primeira edição do evento Glory by Honor, realizado pela empresa de wrestling profissional Ring of Honor (ROH). O evento foi realizado em Mississauga, Ontário e trouxe dois canadenses na luta principal: Kevin Steen vs. Michael Elgin pelo Campeonato Mundial da ROH.

## Resultados
| No. | Luta                                                                                                | Estipulação                                         | Tempo |
| --- | --------------------------------------------------------------------------------------------------- | --------------------------------------------------- | ----- |
| 1   | Caprice Coleman e Cedric Alexander derrotaram The Bravado Brothers (Lance Bravado e Harlem Bravado) | Luta de duplas                                      | 10:26 |
| 2   | Mike Bennett (c/ Maria Kanellis) derrotou Mike Mondo                                                | Luta simples                                        | 12:30 |
| 3   | Wrestling's Greatest Tag Team (Charlie Haas e Shelton Benjamin) derrotou B.J. Whitmer e Rhett Titus | Luta de duplas                                      | 11:48 |
| 4   | Jay Lethal derrotou Davey Richards                                                                  | Luta simples                                        | 24:08 |
| 5   | Tadarius Thomas derrotou Rhino (c/ Truth Martini)                                                   | Luta simples                                        | 07:49 |
| 6   | Adam Cole (c) derrotou Eddie Edwards                                                                | Luta simples pelo ROH World Television Championship | 19:57 |
| 7   | S.C.U.M. (Jimmy Jacobs e Steve Corino) (c) derrotou The Briscoe Brothers (Jay e Mark Briscoe)       | Luta de duplas pelo ROH World Tag Team Championship | 14:05 |
| 8   | Kevin Steen (c) derrotou Michael Elgin                                                              | Luta simples pelo ROH World Championship            | 31:46 |